# 高橋南與朝井遼 閒談的事
《高橋南與朝井遼 閒談的事》（日语：高橋みなみと朝井リョウ ヨブンのこと）是自2017年1月1日至2021年3月28日，於日本放送每週日22:30 - 23:00（JST）播出的塊狀廣播談話節目，由高橋南和直木賞作家朝井遼主持。

## 概要
此節目為接替播出了7年又3個月的《No3b的「週刊no3部」》之廣播節目。因朝井遼和高橋南曾分別於同電台「日本放送」主持《朝井遼與加藤千惠的ALL NIGHT NIPPON 0》和24小時連續廣播募款節目《RADIO CHARITY MUSICTHON》獲得好評，使「日本放送」認為兩人搭檔應能產生火花，因此向兩人提出新節目的企劃邀約。朝井遼曾於2015年的文學雜誌《達文西》指名與高橋對談，此廣播節目為兩人首次合作。
2017年2月26日為「Special Week」，為現場直播。

## 單元
- 音樂的事：2017年2月12日限定。向聽眾募集感興趣的音樂人或音樂主題，由朝井遼選曲推薦。

## 主持人
- 高橋南
- 朝井遼

## 播出時間表
- 2017年1月至3月，僅在日本放送播出；同年4月起，其他地方電台開始播出。以下時間皆為日本標準時：

| 收聽區域       | 電台     | 播出期間      | 播出時間             | 備註     |
| -------------- | -------- | ------------- | -------------------- | -------- |
| 關東地區       | 日本放送 | 2017年1月1日─ | 星期日 22:30 - 23:00 | 原製作局 |
| 岐阜縣         | 岐阜放送 | 2017年4月2日─ | 星期日 23:30 - 24:00 | 晚60分鐘 |
| 山梨縣         | 山梨放送 | 2017年4月3日─ | 星期一 19:00 - 19:30 | 晚一天   |
| 山形縣         | 山形放送 | 2017年4月3日─ | 星期一 19:30 - 20:00 | 晚一天   |
| 福井縣         | 福井放送 | 2017年4月3日─ | 星期一 20:00 - 20:30 | 晚一天   |
| 島根縣、鳥取縣 | 山陰放送 | 2017年4月3日─ | 星期一 20:00 - 20:30 | 晚一天   |
| 長野縣         | 信越放送 | 2017年4月3日─ | 星期一 21:00 - 21:30 | 晚一天   |

## 外部連結
- 官方網站 （页面存档备份，存于）